# Boreen Point
Boreen Point är en udde i Australien. Den ligger i kommunen Sunshine Coast och delstaten Queensland, omkring 130 kilometer norr om delstatshuvudstaden Brisbane. Boreen Point ligger vid sjön Lake Cootharaba.
Närmaste större samhälle är Tewantin, omkring 10 kilometer söder om Boreen Point. 
I omgivningarna runt Boreen Point växer i huvudsak städsegrön lövskog. Genomsnittlig årsnederbörd är 1 898 millimeter. Den regnigaste månaden är januari, med i genomsnitt 360 mm nederbörd, och den torraste är september, med 41 mm nederbörd.